# Paraflatoptera transversa
Paraflatoptera transversa är en insektsart som beskrevs av Victor Lallemand 1939. Paraflatoptera transversa ingår i släktet Paraflatoptera och familjen Flatidae. Inga underarter finns listade i Catalogue of Life.